# 걸후드
《걸후드》(프랑스어: Bande de filles, 영어: Girlhood)는 2014년 프랑스의 드라마 영화로, 셀린 시아마 감독의 세 번째 장편 영화이다. 파리 근교를 배경으로 10대 흑인 소녀 집단의 우정과 성장을 이야기한다.
2014년 칸 영화제에서 상영되었다. 세자르상과 뤼미에르상에서 각각 4개 부문 후보로 올랐고, 뤼미에르 심사위원 특별상을 수상했다. 2014년 10월 프랑스 극장에 개봉하였다. 대한민국에서는 2020년 셀린 시아마 특별전 등을 통해 상영되었다.

## 시놉시스
인문계 고등학교에 가고 싶지만 집안에서는 직업학교에 들어갈 것을 권해 절망적인 상태에 놓인 16세 소녀 마리엠. 그녀 앞에 자유분방한 세 소녀가 나타난다. 레게 머리를 풀고 패션에도 변화를 준 마리엠은 학교를 그만두고 그들과 어울리며 종종 남자들과도 데이트하는 것으로 자신의 진짜 삶을 찾으려 한다.

## 출연진
- 카리자 투레 - 마리엠 / 빅
- 아사 실라 - 마담
- 랭제 카라모 - 아디아투
- 마리에투 투레 - 필리
- 이드리사 디아바테 - 이스마엘
- 시미나 수마르 - 베베
- 시릴 망디 - 지브릴
- 빈타 디오프 - 아스마
- 찬스 은게상 - 미니
- 라바 나이트 우펠라 - 카데르
- 다미앵 샤펠 - 세드리크
- 니나 멜로 - 케디
- 엘리스 사비아니 - 압델
- 할렘 엘사바 - 파리다

배우 캐스팅은 대체로 길거리 캐스팅으로 이루어졌다. 처음에 시아마 감독은 캐스팅 에이전시를 찾아갔으나 10대 흑인 배우를 거의 찾아볼 수 없어서 그렇게 되었다.

## 해설
영화의 오프닝 장면에서는 소녀들의 미식축구 장면이 등장하는데, 시아마 감독은 "이들이 소년이라고 착각할 수 있게 헬멧을 씌우고 싶었다. 이 또한 <걸후드>의 주제를 상징한다. 소녀들 역시 재미를 위해 폭력을 휘두르고 시끄러울 수 있다."라고 코멘트하였다.